# Horní Tošanovice (zámek)
Zámek Horní Tošanovice je zámek nacházející se u silnice mezi Frýdkem-Místkem a Českým Těšínem. Zámek obdélníkového půdorysu byl vystavěn ve 30. letech 19. století v stylu pozdního empíru českým šlechtickým rodem Harasovských. Interiér má cennou štukovou výzdobu. Dnes budova zámku slouží k bydlení. Je chráněn jako kulturní památka České republiky.